# Teoria del gregge egoista

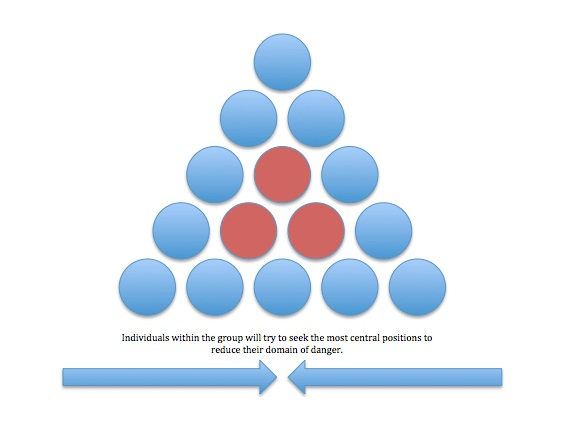
In un gruppo, secondo la teoria di W. D. Hamilton, le prede cercano posizioni centrali per ridurre il loro raggio di pericolo. Gli individui ai margini esterni del gruppo sono più esposti al rischio di essere presi di mira dal predatore.

La teoria del gregge egoista afferma che gli individui all'interno di una popolazione cercano di ridurre il rischio di predazione mettendo altri membri del gregge tra sé e i predatori. Un elemento chiave della teoria è l'area di pericolo, l'area di terreno in cui ogni punto è più vicino a un particolare individuo che a qualsiasi altro individuo. Tale comportamento antipredatorio porta inevitabilmente ad aggregazioni. La teoria è stata proposta da W. D. Hamilton nel 1971 per spiegare il comportamento gregario di una varietà di animali. Essa contrastava l'ipotesi popolare secondo cui l'evoluzione di tale comportamento sociale fosse basata sui benefici reciproci per la popolazione.
Il principio fondamentale che governa la teoria del gregge egoista è che nei gruppi sociali il rischio di predazione è maggiore alla periferia e diminuisce verso il centro. Si ipotizza che gli animali dominanti all'interno della popolazione ottengano posizioni centrali a basso rischio, mentre quelli subordinati sono costretti a posizioni più rischiose. L'ipotesi è stata utilizzata per spiegare perché le popolazioni a più alto rischio di predazione formano spesso gruppi più grandi e compatti. Potrebbe anche spiegare perché questi aggregati sono spesso ordinati in base a caratteristiche fenotipiche come la forza.

## Il gregge egoista di Hamilton
W. D. Hamilton formulò questa teoria in un articolo intitolato “Geometry for the Selfish Herd” (Geometria del branco egoista). Ad oggi questo articolo è stato citato in oltre 2000 fonti. Per illustrare la sua teoria Hamilton chiese ai lettori di immaginare uno stagno di ninfee circolare che ospitava una popolazione di rane e un serpente acquatico. Alla vista del serpente le rane si disperdevano verso il bordo dello stagno e il serpente attaccava quella più vicina. Hamilton pensò che in questo modello ogni rana avesse maggiori possibilità di non essere la più vicina e quindi vulnerabile all'attacco del serpente d'acqua, se si trovava tra altre rane. Di conseguenza le rane del modello saltavano verso gli spazi più piccoli tra le rane vicine.

## Area di pericolo

Domini di pericolo mostrati da un diagramma di Voronoi di individui non appartenenti a un branco.

Questo semplice esempio si basa su quello che Hamilton chiamava l'area di pericolo di ogni rana, cioè l'area di terreno in cui qualsiasi punto è più vicino a quell'individuo che a qualsiasi altro individuo. Il modello ipotizzava che le rane venissero attaccate da punti casuali e che, se un attacco partiva dall'area di pericolo di un individuo, questi veniva attaccato e probabilmente ucciso. Il rischio di predazione per ogni individuo era quindi correlato alle dimensioni della sua area di pericolo. Il salto delle rane in risposta al serpente d'acqua era un tentativo di ridurre l'area di pericolo.
Hamilton ha inoltre modellato la predazione in due dimensioni, usando un leone come esempio. I movimenti che Hamilton pensava potessero ridurre il dominio di pericolo di un individuo erano in gran parte basati sulla teoria della predazione marginale. Questa teoria dice che i predatori attaccano la preda più vicina, che di solito si trova all'esterno di un gruppo. Da questo, Hamilton ha suggerito che, di fronte alla predazione, dovrebbe esserci un forte movimento degli individui verso il centro di un gruppo.
Un'area di pericolo può essere misurata costruendo un diagramma di Voronoi attorno ai membri del gruppo. Tale costruzione forma una serie di poligoni convessi che circondano ogni individuo, in cui tutti i punti all'interno del poligono sono più vicini a quell'individuo che a qualsiasi altro.

## Regole del movimento
I movimenti verso il centro di un gruppo seguono regole di movimento che possono essere più o meno complicate. Capire queste regole è stato chiamato il “dilemma del branco egoista”. Il problema principale è che le regole di movimento facili da seguire spesso non riescono a formare gruppi compatti, mentre quelle che ci riescono sono spesso troppo complicate per avere un senso biologico. Viscido, Miller e Wethey hanno individuato tre fattori che regolano le buone regole di movimento. Secondo questi fattori, una regola di movimento plausibile dovrebbe essere statisticamente vantaggiosa per chi la segue, dovrebbe adattarsi alle capacità di un animale e dovrebbe portare a un gruppo compatto con il movimento centrale desiderato. Le regole di movimento identificate comprendono:

##### Regola del vicino più prossimo
Questa regola dice che gli individui all'interno di una popolazione si spostano verso l'individuo più vicino. È il meccanismo che Hamilton formulò all'inizio. Ma questa regola non sarebbe utile in piccoli gruppi, dove spostarsi verso l'individuo più vicino non sempre significa allontanarsi dalla periferia.

##### Regola della minimizzazione dei tempi
Questa regola dice che gli individui all'interno di una popolazione si muovono verso il loro vicino più vicino nel tempo. Questa regola è diventata famosa perché tiene conto dei limiti biologici di un animale e di come si orienta nello spazio.

##### Regola dell'orizzonte locale congestionato
Questa regola dice che gli individui all'interno di una popolazione considerano la posizione di molti, se non tutti, gli altri membri della popolazione nel guidare i propri movimenti.
La ricerca ha scoperto un sacco di cose che possono influenzare le regole di movimento che gli individui adottano. Queste cose includono la posizione iniziale, la densità della popolazione, la strategia di attacco del predatore e la vigilanza. Gli individui che inizialmente stanno al centro hanno più possibilità di rimanerci. Strategie di movimento più semplici possono essere sufficienti per popolazioni a bassa densità e predatori veloci, ma a densità più elevate e con predatori più lenti possono essere necessarie strategie più complesse. Infine i membri meno vigili di un branco sono spesso meno propensi a ottenere aree di pericolo più piccole perché iniziano a muoversi più tardi.

## Strategie di fuga
La teoria del branco egoista può essere usata anche per spiegare la fuga di gruppo delle prede, dove il posto più sicuro, rispetto al rischio di essere mangiati, non è al centro del branco, ma davanti. Questa teoria può aiutare a capire la strategia di fuga scelta dal capo del branco. I membri che si trovano nella parte posteriore del branco sono più esposti al pericolo e corrono il rischio maggiore di essere predati. Questi membri più lenti devono scegliere se rimanere nel branco, diventando così i bersagli più probabili, o abbandonare il branco, segnalando la loro vulnerabilità.Quest'ultima scelta potrebbe attirare l'attenzione del predatore su questo singolo individuo. Alla luce di ciò, la decisione sulla via di fuga da parte dei membri che si trovano nella parte anteriore del branco può essere fortemente influenzata dalle azioni dei membri più lenti. Se il capo sceglie una strategia di fuga che favorisce la dispersione del membro più lento del branco, può mettere in pericolo se stesso, causando la dissipazione della sua barriera protettiva. Sono stati proposti cinque tipi di leadership del branco in base alle decisioni del capo:
- Leadership apparentemente cooperativa: la strada scelta dal capo è vantaggiosa per tutto il branco
- Leadership apertamente egoista: la strada scelta dal capo riduce al minimo il rischio di predazione per sé stesso, ma non riduce al minimo il rischio di predazione totale del branco
- Leadership apparentemente altruista: la strada scelta dal capo può essere vantaggiosa per la maggior parte del branco, ma può essere difficile da seguire per i membri più veloci
- Leadership apparentemente populista: il percorso scelto dal leader è più facile da seguire per i membri più lenti, ma può essere più difficile per gli altri membri
- Leadership apparentemente dispettosa: il percorso scelto dal leader è difficile da seguire per tutti, ma è quasi impossibile da seguire per i membri più lenti

Anche se alcuni tipi di fuga sembrano altruistici, in realtà aiutano a mantenere il gruppo unito e quindi riducono il rischio che il capo venga attaccato dai predatori. Questa scelta dipende spesso dal tipo di terreno.

## Evoluzione
Il comportamento gregario si vede in un sacco di generi tassonomici e quindi probabilmente si è sviluppato in modo indipendente in diverse occasioni. Uno dei tanti vantaggi che potrebbero aver favorito la selezione di questo comportamento è la riduzione del rischio di predazione. Molte ricerche sono state fatte per capire come potrebbe essersi evoluto il branco egoista e quindi quanto sia plausibile questa teoria. Perché il branco egoista si evolvesse, dovevano esserci delle regole di movimento che riducessero le zone di pericolo all'interno di una popolazione. Dato che queste regole sono spesso complicate, è difficile che si siano evolute in un solo passo. Piuttosto, regole semplici che consideravano solo il vicino più prossimo nel guidare il movimento potrebbero aver dato origine all'evoluzione di regole più complicate. Questa successione proposta si sarebbe verificata solo se gli individui che si muovevano verso il loro vicino più prossimo di fronte alla predazione avessero mostrato una sopravvivenza più alta rispetto a quelli che non lo facevano. Inoltre gli individui devono aver beneficiato di tali movimenti più spesso di quanto ne siano stati danneggiati (cioè costretti alla periferia e attaccati). Questa idea ha, infatti, ottenuto sostegno. Uno studio condotto da Reluga e Viscido ha scoperto che la selezione naturale delle regole di movimento localizzate dei membri all'interno di una popolazione potrebbe effettivamente promuovere l'evoluzione del gregge egoista. Inoltre è stato dimostrato che il modo in cui il predatore attacca gioca un ruolo cruciale nel determinare se il comportamento egoista del branco possa evolversi o meno.

## Scelte difficili
Anche se il branco egoista riduce il rischio di predazione per molti dei suoi membri, ci sono un sacco di rischi associati a questi raggruppamenti. I gruppi possono rendere le prede più visibili ai predatori e aumentare la competizione all'interno della stessa specie. Inoltre, gli individui che si trovano nelle posizioni centrali, che sono quelle più ambite, possono nutrirsi meno e stare meno attenti.

## Esempi
Un esempio molto studiato è quello del granchio violinista. Quando si trovano davanti a un predatore, i granchi violinisti si muovono in modo che sembra seguire la teoria dell'egoismo di gruppo. I gruppi sparsi tendono a riunirsi quando c'è pericolo e i granchi cercano di correre verso il centro del gruppo che si sta formando.
Il comportamento del branco egoista si vede anche in:
- I pesci, come i pesciolini comuni, che si raggruppano in banchi per ridurre il rischio di essere mangiati dai predatori.[13]
- I pinguini di Adelia spesso aspettano di tuffarsi in acqua finché non si sono raggruppati per proteggersi dai predatori, come le foche.[14]
- Le pettegole in gruppi molto distanziati tra loro hanno il 35% di probabilità in più di essere presi di mira dagli sparvieri predatori.[15]
- I mammiferi che vivono nelle pianure aperte formano tipicamente aggregati che possono essere associati a un minor rischio di predazione.[16]
- Le pecore si spostano al centro del gregge quando c'è un predatore.[17]
- I bruchi gregari, come quelli della falena tenda della foresta,[18] si nutrono sempre in gruppo per ridurre il rischio di predazione.[19]

## Limitazioni
Anche se la teoria del branco egoista è abbastanza diffusa, in alcune situazioni non sembra proprio plausibile. Potrebbe non spiegare bene i raggruppamenti in uno spazio tridimensionale, dove gli attacchi dei predatori possono arrivare da sopra o da sotto. Questo significa che il comportamento di raggruppamento degli uccelli in volo e di alcuni animali acquatici non può essere spiegato con la teoria del branco egoista. La teoria potrebbe aver bisogno di regole di movimento troppo complicate per essere seguite dagli animali. Sono stati proposti altri meccanismi per spiegare meglio il comportamento di raggruppamento degli animali, come l'ipotesi della confusione. Tuttavia la ricerca ha indicato che questa ipotesi è più probabile nei piccoli gruppi (2-7 membri) e che un ulteriore aumento delle dimensioni del gruppo ha scarso effetto.